# Andrij Purhin

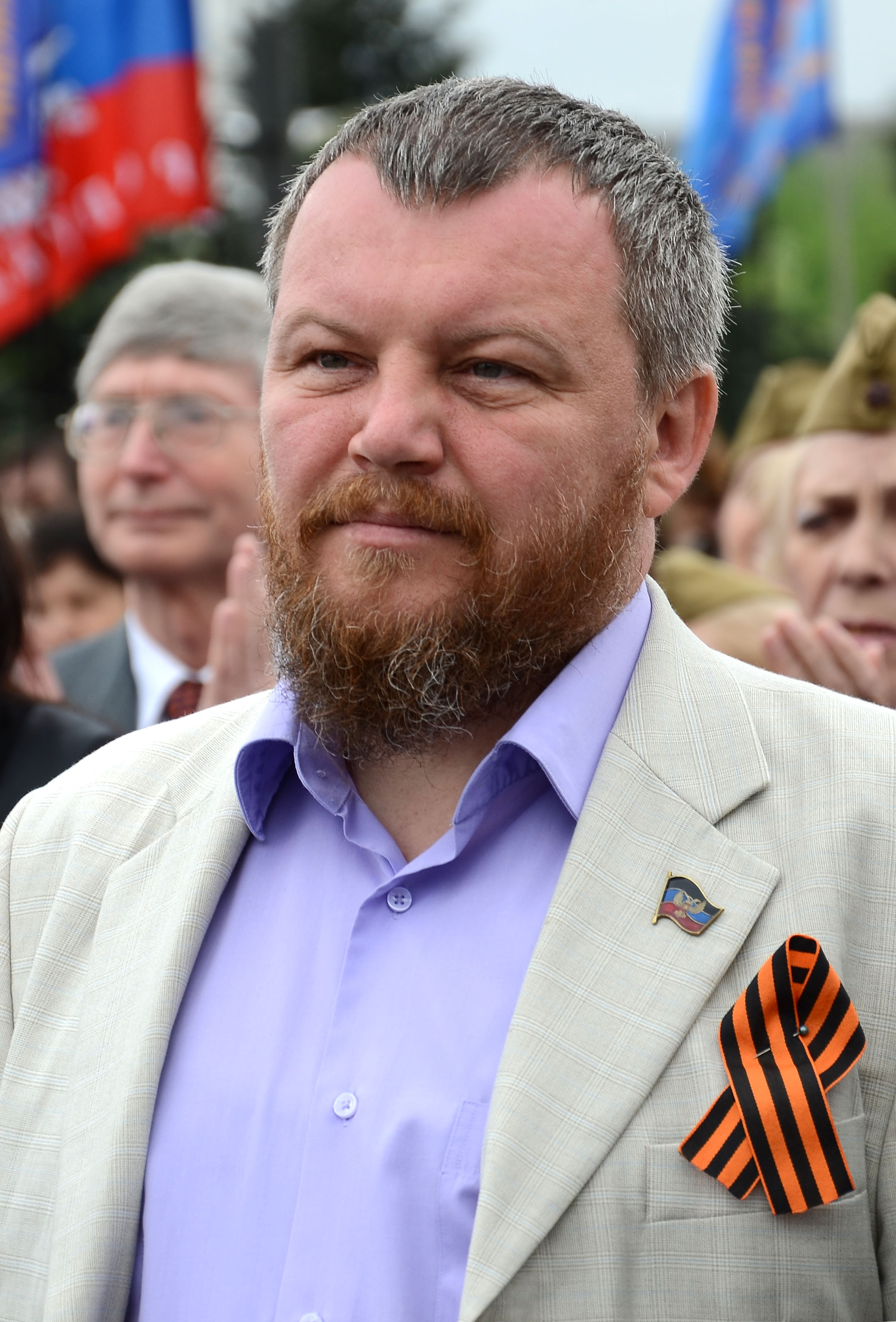
Andrij Purhin, 2015

Andrij Jewhenowytsch Purhin (ukrainisch Андрій Євгенович Пургін; russisch Андрей Евгеньевич Пургин Andrei Jewgenjewitsch Purgin; * 26. Januar 1972 in Donezk, Ukrainische SSR) ist ein ukrainischer Separatist und Unternehmer. Er gilt als „Vater der separatistischen Bewegung in der Ostukraine“. Purhin bezeichnet sich selbst als Vize-Regierungschef und ist Parlamentssprecher der „Volksrepublik Donezk“.
Vor seinem politischen Aktivismus besaß Purhin einen Handel für Baustoffe.
2005 erklärte er, als Führer der russischen Regionalisten im Donezbecken, die Kontinuität des Donbass mit der kurzzeitig im Februar und März 1918 bestehenden Sowjetrepublik Donez-Kriwoi Rog.
Seit Beginn seines politischen Engagements trat Purhin für mehr Rechte der russischen Sprache ein und für eine Abspaltung des Donezk-Becken von der Ukraine ein. Am 29. April 2014 wurde er auf die EU-Sanktionsliste gegen russische Institutionen, Unternehmen und Personen gesetzt. Im September 2014 nahm Purhin an den Minsker Friedensverhandlungen teil.